# Castello di Pariano
Il castello di Pariano era un maniero medievale, che sorgeva sul luogo dell'attuale Corte di Pariano, adiacente al borgo di Mamiano di Traversetolo, ma appartenente amministrativamente al comune di Montechiarugolo, in provincia di Parma.

## Storia
Il castello originario fu innalzato probabilmente nell'XI secolo dalla famiglia Bravi, che, fedele alleata dei Rossi, ne risultava proprietaria nel 1080.
Nel 1405 Giacomo e Ottobuono de' Terzi, con l'aiuto di Guido Torelli, espugnarono i castelli di Mamiano e di Pariano, annettendone i feudi. Nel 1409, in occasione della ratifica del trattato di pace col marchese di Ferrara Niccolò III d'Este, Ottobuono fu ucciso a Rubiera da Muzio Attendolo Sforza, mentre Guido Torelli fu arrestato e liberato in cambio della promessa dei suoi servigi; il conte mosse quindi contro il castello di Pariano, mentre le truppe di Niccolò III d'Este assediarono Montecchio e Cavriago, costringendo i Terzi alla resa; il marchese di Ferrara divenne quindi il nuovo Signore di Parma e nel 1416 incaricò Uguccione dei Contrari di restituire il castello di Pariano ai Bravi, ai quali nel 1426 fu riconosciuta l'investitura anche dal duca di Milano Filippo Maria Visconti, Signore di Parma dal 1420.
Nel 1482, durante la guerra dei Rossi, il condottiero Sforza Secondo Sforza, pochi giorni prima della conquista del castello dei Rossi di Basilicanova, rinforzò il castello di Pariano d'accordo con Domenico Bravi. Alcuni mesi dopo Giacomo de' Rossi, figlio di Pier Maria II, si rimpossessò della rocca di Basilicanova, ma Ludovico il Moro contrattaccò e se ne reimpadronì, espugnando anche il vicino forte di Pariano; i due castelli furono assegnati in segno di riconoscenza a Gian Giacomo Trivulzio, ma nel 1495 Pariano fu concessa in feudo al condottiero Gaspare Sanseverino. Nel 1500, dopo la presa del potere a Milano da parte del re di Francia Luigi XII, Pietro Bravi rientrò in possesso di Pariano.
Nel 1504 Giangiacomo Trivulzio alienò col consenso di Luigi XII il castello di Basilicanova al marchese di San Secondo Troilo I de' Rossi, alla cui morte nel 1521 la rocca passò al figlio Pier Maria III e alla moglie Bianca Riario, sorellastra da parte di madre di Giovanni dalle Bande Nere; il cugino Filippo Maria, conte di Corniglio, l'anno seguente assaltò di sorpresa il maniero di Basilicanova espugnandolo facilmente; Pier Maria e lo zio Giovanni contrattaccarono vittoriosamente dopo pochi giorni e si impadronirono anche del forte di Pariano, il cui feudo fu unito definitivamente a quello di Basilicanova e assegnato a Giulio Cesare de' Rossi.
Nel 1539 Giulio Cesare rapì Maddalena Sanseverino, primogenita del conte Roberto ed ereditiera del feudo di Colorno, e la sposò; il papa Paolo III, nella sua qualità di sovrano di Parma, che dal 1521 dipendeva stabilmente dallo Stato della Chiesa, condannò il Rossi alla confisca delle sue terre parmensi e fece radere al suolo la rocca di Basilicanova, mentre il castello di Pariano fu abbattuto durante gli scontri. Nel 1545 il pontefice insignì il nipote Sforza I Sforza di Santa Fiora dei feudi di Basilicanova e Pariano.
Nel 1707 le terre furono ereditate con gli altri beni della famiglia dal duca di Onano Federico III Sforza, che dal 1673 aveva aggiunto al proprio il cognome della moglie Livia Cesarini; gli Sforza Cesarini ne mantennero l'investitura fino all'abolizione dei diritti feudali sancita da Napoleone nel ducato di Parma e Piacenza nel 1805; le loro proprietà furono requisite nel 1832 per volere della duchessa Maria Luigia.
Accanto alle rovine del castello, completamente scomparso, fu edificata in epoca imprecisata la Corte di Pariano.